# Большой Власьевский переулок
Большо́й Вла́сьевский переу́лок — улица в центре Москвы в Хамовниках между Большим Могильцевским и Сивцевым Вражком.

## Происхождение названия
Название возникло в начале XVIII веке по церкви священномученика Власия «что на Козьем болоте», известной с начала XVII века. Определение Большой отличает переулок от Малого Власьевского, названного так позже и имеющего меньшую длину.

## Описание
Большой Власьевский переулок начинается от Большого Могильцевского у церкви Успения Богородицы на Могильцах и проходит на север параллельно Плотникову, справа к нему примыкает Пречистенский переулок, слева — Малый Могильцевский, затем он пересекает Гагаринский переулок и выходит на Сивцев Вражек.

## Здания и сооружения

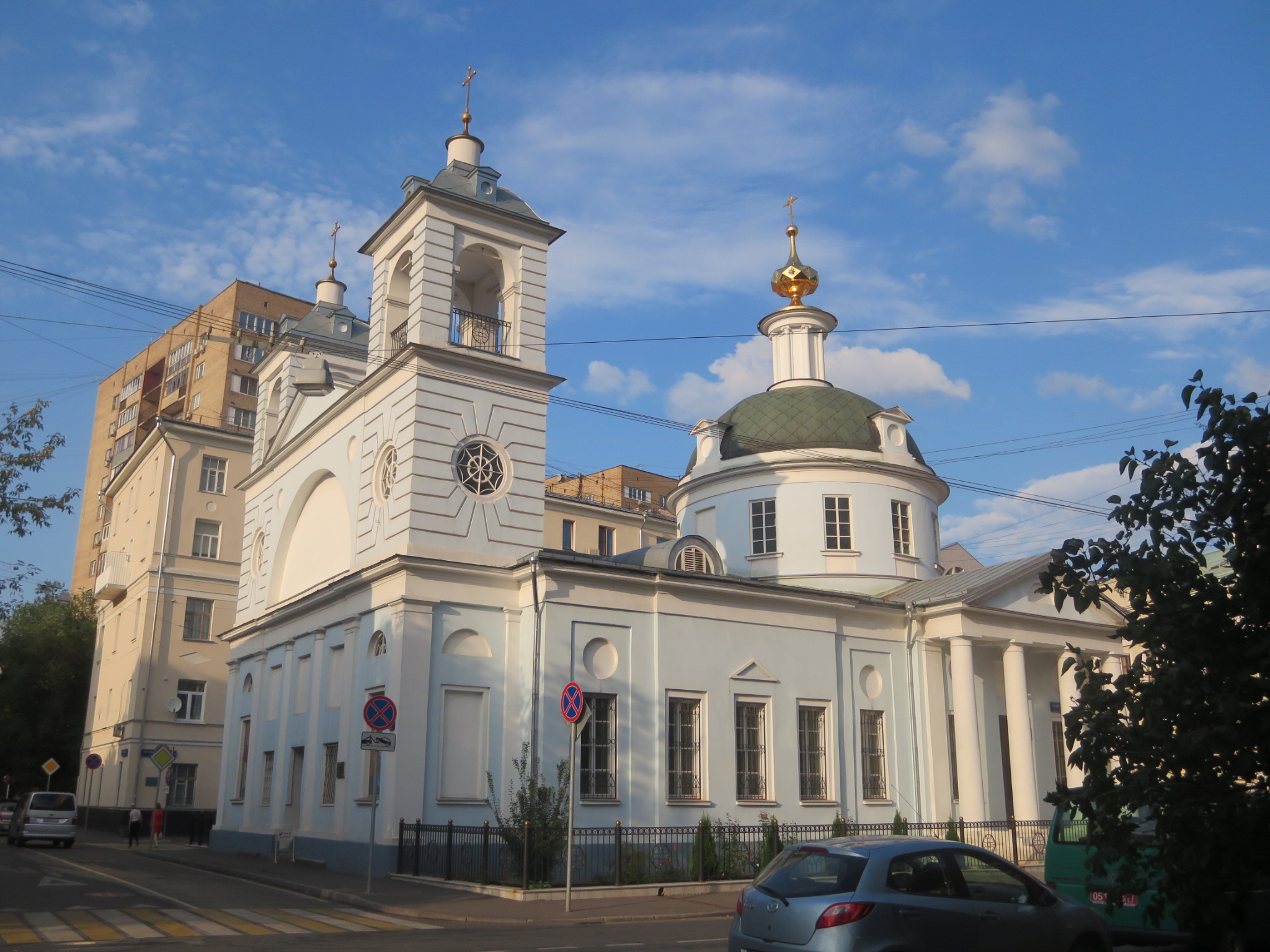
Церковь Успения на Могильцах

### По нечётной стороне
- № 9, жилой дом — здесь жила Народная артистка СССР Вера Васильева, а также актриса Ия Саввина[1].
- № 11 — Московский центр непрерывного математического образования.

### По чётной стороне
- № 2/2  771510298680006 — Храм Успения Пресвятой Богородицы на Могильцах. Первоначальное здание церкви было построено в 1625—1653 годах, перестроено в 1791—1806 годах по проекту архитектора Николая Леграна.
- № 8, строение 1  771410377790006 — церковь священномученика Власия Севастийского. XVII в., начало XIX в.
- № 12 — жилой дом. В 1981—2001 годах здесь жил авиаконструктор А. А. Туполев[2].
- № 14, жилой дом — здесь жил патолог А. Б. Фохт[3]. Ныне в здании находятся Московский третейский суд и правозащитная организация «Сопротивление».
- № 14, стр. 2 — «Спецстройконтракт», генподрядное управление «Инстрой» при «Спецстрое России» ФГУП.